# Michel Jungblut
Michel Jungblut (Remich, 28 mei 1887 – aldaar, 27 oktober 1977) was een Luxemburgs beeldhouwer.

## Leven en werk
Michel Jungblut was een zoon van dakdekker Pierre Joseph Jungblut en Marguerite Griffrath. Hij trouwde met Anna Declairfayt (ca.1887-1950). Zij waren de ouders van de schilder Victor Jungblut en oom en tante van beeldhouwer Josy Jungblut. 
Jungblut werd opgeleid tot houtsnijder en meubelmaker en was later ook als steenbeeldhouwer actief. Naast heiligenbeelden leverde hij vooral kerkelijk meubilair. Hij toonde zijn werk tussen 1926 en 1938 tijdens de jaarlijkse salons van de Cercle Artistique de Luxembourg. Begin 1932 nam Jungblut deel aan een ontwerpwedstrijd voor een monument ter herdenking aan minister van staat Paul Eyschen en werd derde, na Joseph Sünnen en Jean Curot. Op de Olympische Zomerspelen in Los Angeles (1932) nam hij als enige Luxemburger deel aan het onderdeel beeldhouwen tijdens de kunstwedstrijden, met een sculptuur van een doelman. Hij vertegenwoordigde zijn land ook op de wereldtentoonstelling van 1935 in Brussel. Op de New York World's Fair van 1939 werden in het Luxemburgs paviljoen vier gietijzeren standbeelden van vier meter hoog geplaatst, die verschillende beroepsgroepen symboliseerden. Michel Jungblut -geassisteerd door broer Joseph- beeldde de wijnbouw uit, Claus Cito de ambachten, Albert Kratzenberg de mijnbouw en Lucien Wercollier de landbouw. In 1940 was hij met Jean-Théodore Mergen en Michel Haagen betrokken bij de heroprichting van de 'Société des Artistes Décorateurs du Grand-Duché de Luxemburg Ardeco', die eerder maar kort (1923-1929) had bestaan.
Michel Jungblut overleed op 90-jarige leeftijd.

## Enkele werken
- voor 1938 hoogaltaar in de Sint-Stephanuskerk in Remich.
- 1939 ontwerp beeld van de wijnbouw voor de wereldtentoonstelling in New York
- 1948? fragmenten voor de barokke preekstoel in de Sint-Willibrordusbasiliek in Echternach.

- Musée national d'archéologie, d'histoire et d'art: lkl006186